# Красная Горка (Апшеронский район)
Кра́сная Го́рка — хутор в Апшеронском районе Краснодарского края России. Входит в состав Хадыженского городского поселения.

## География

### Улицы
- ул. Весёлая,
- ул. Красногорская,
- ул. Нефтяная,
- ул. Северная,
- ул. Школьная.

## Население
| 2002 | 2010 |
| ---- | ---- |
| 557  | ↘550 |